# 庭田経有
庭田 経有（にわた つねあり）は、室町時代前期の公家。権大納言庭田重資の子。姉資子が崇光天皇の典侍として伏見宮栄仁親王を生んで以来、宮家との関わりが深く、その家司を務めた。後花園天皇の外祖父に当たる。

## 生涯
詳しい経歴は不明だが、正平19年/貞治3年（1364年）1月正五位下に叙されたのが史料上の初見。この頃右兵衛督を経て、間もなく従四位下･右少将に叙任された。正平23年/貞治7年（1368年）1月栄仁の親王宣下に伴い、伏見宮家司として崇光院・栄仁父子に近侍。やがてその御領である近江山前北荘を拝領した。崇光院流の再興を期し、栄仁の即位による自身の栄達を悲願したが、昇叙の機会を得ることなく、応永5年（1398年）5月栄仁親王の落飾に先だって出家させられた。法名を明堯という。同19年（1412年）5月15日に卒し、伏見に葬られた。享年は70歳代か。
後花園天皇の外祖父に当たることから、33年忌の文安元年（1444年）5月6日に従一位・左大臣を追贈されたが、当時は出家した人物への贈官は希有な例とされた。『新続古今和歌集』に1首入集した歌人である他、琵琶も嗜んでいる。また、日記の自筆断簡（応永5年5月18日、26日記）が宮内庁書陵部所蔵の伏見宮御記録の中に現存する。

## 系譜
- 父：庭田重資
- 母：不詳
- 妻：飛鳥井雅冬の娘
  - 男子：庭田重有
  - 女子：庭田幸子（1390-1448） - 敷政門院
  - 男子：五辻朝仲